# (39529) Vatnajökull
(39529) Vatnajökull, désignation internationale (39529) Vatnajokull, est un astéroïde de la ceinture principale.

## Description
(39529) Vatnajokull est un astéroïde de la ceinture principale. Il fut découvert le 3 novembre 1989 à La Silla par Eric Walter Elst. Il présente une orbite caractérisée par un demi-grand axe de 2,33 UA, une excentricité de 0,14 et une inclinaison de 8,1° par rapport à l'écliptique.

## Compléments